# Куянов Віктор Васильович
Віктор Васильович Куянов (17 липня 1931, село Сарабніно Сорочинського району, тепер Оренбурзької області, Російська Федерація — 30 січня 2001) — український державний діяч, заступник голови Держагропрому УРСР із виробничо-технічного забезпечення сільського господарства, начальник управління забезпечення тваринництва ремісничо-технологічним обладнанням Українського державного концерну «Украгротехсервіс». Народний депутат України 1-го скликання.

## Біографія

Могила Віктора Куянова, Байкове кладовище

Народився у селянській родині.
У 1950—1955 роках — студент Української сільськогосподарської академії, інженер-механік.
Член КПРС з 1954 по 1991 рік.
У 1955—1960 роках — інженер-контролер, завідувач ремонтної майстерні Ковпитської машинно-тракторної станції (МТС); головний інженер Батуринської МТС Чернігівської області.
У 1960—1962 роках — секретар, 2-й секретар Новгород-Сіверського районного комітету КПУ Чернігівської області.
У 1962—1965 роках — начальник Бахмацького виробничого колгоспно-радгоспного управління Чернігівської області.
У 1965—1967 роках — голова виконавчого комітету Бахмацької районної Ради депутатів трудящих Чернігівської області.
У 1967—1985 роках — начальник головного управління механізації та електрифікації сільського господарства; заступник, 1-й заступник голови Держкомсільгосптехніки Української РСР.
У грудні 1985 — жовтні 1989 року — заступник голови Державного агропромислового комітету (Держагропрому) УРСР із виробничо-технічного забезпечення сільського господарства.
У 1989—1991 роках — начальник управління забезпечення тваринництва ремісничо-технологічним обладнанням Українського державного концерну «Украгротехсервіс».
18.03.1990 року обраний народним депутатом України, 2-й тур 48,88 % голосів, 5 претендентів. Входив до групи «Аграрники». Член Комісії ВР України з питань агропромислового комплексу.
З 1991 року — заступник начальника головного управління, заступник генерального директора виробничого об'єднання «Агрообладнання».
Потім — на пенсії у місті Києві. Помер на 70-му році життя 30 січня 2001 року. Похований на Байковому кладовищі (ділянка № 49а, 50°25′0.64″ пн. ш. 30°30′6.23″ сх. д. / 50.4168444° пн. ш. 30.5017306° сх. д.).

## Нагороди
- два ордени Трудового Червоного Прапора
- орден «Знак Пошани»
- чотири медалі
- Почесна грамота Президії Верховної Ради УРСР